# Jimmie Lunceford

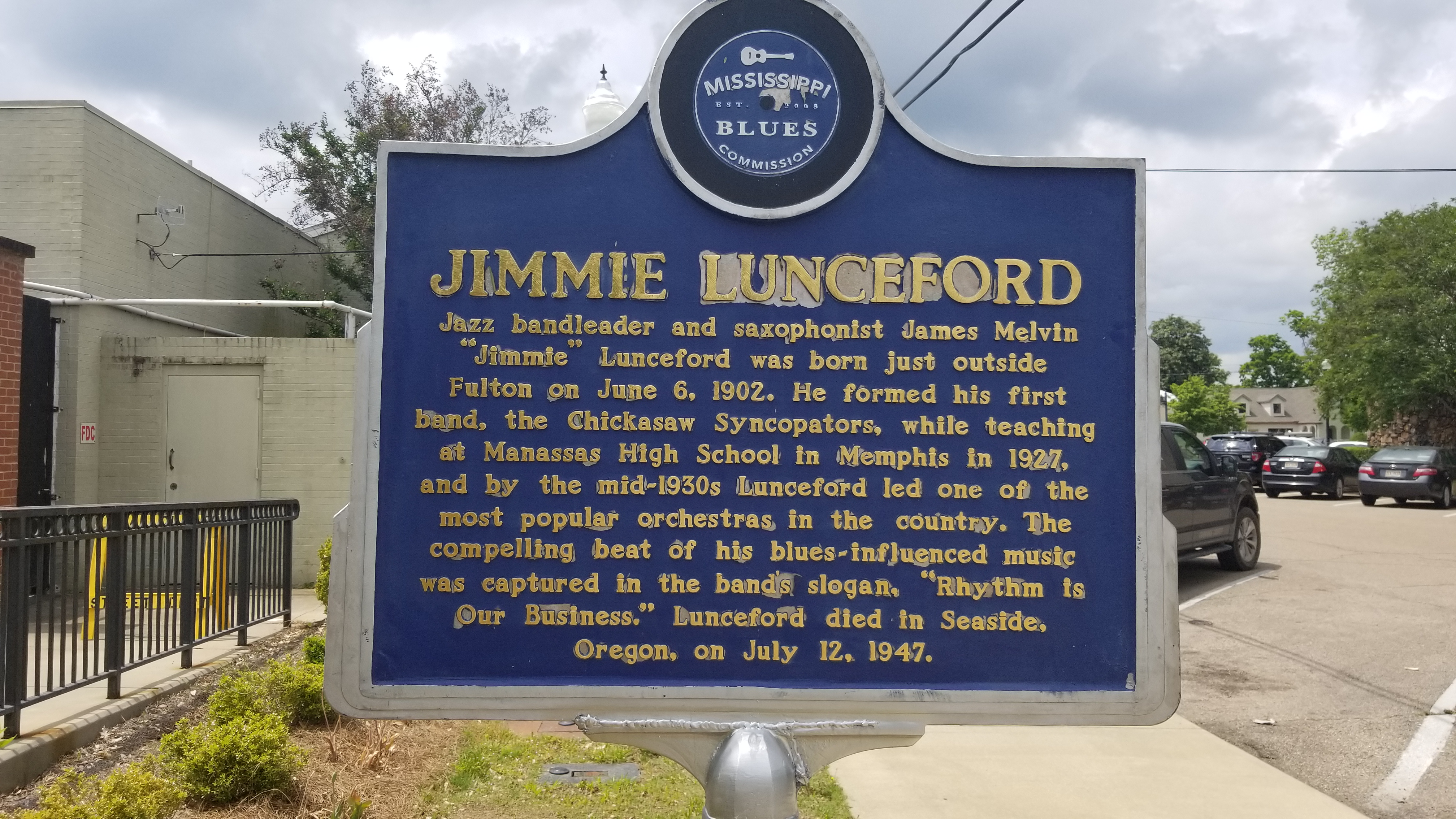
Tablica pamiątkowa poświęcona Jimmie’emu Luncefordowi, stojąca w Fulton na szlaku bluesowym stanu Missisipi

James Melvin Lunceford (ur. 6 czerwca 1902 w Fulton, zm. 12 lipca 1947 w Seaside) – afroamerykański muzyk jazzowy, saksofonista i bandlider.

## Życiorys
Urodził się na farmie w osadzie Evergreen niedaleko miasta Fulton w stanie Missisipi. Jego ojciec, James Leonard, był właścicielem 21. hektarowego gospodarstwa rolnego. Matka, Beulah Idella z d. Shumpert, zwana „Idą”, zajmowała się domem, ale była też organistką o „ponadprzeciętnych umiejętnościach”. W 1909 rodzina wyjechała do Oklahomy, a następnie przeniosła się do Denver w Kolorado.
W Denver uczęszczał do szkoły średniej i uczył się muzyki u Wilberforce’a J. Whitemana, ojca Paula, późniejszego słynnego bandlidera. Już w dzieciństwie potrafił grać na kilku instrumentach. Po ukończeniu szkoły średniej studiował na wydziale muzycznym Fisk University w Nashville – wówczas uczelni artystycznej dla studentów afroamerykańskich – i uzyskał dyplom licencjacki. W 1922 został saksofonistą altowym w miejscowym zespole prowadzonym przez skrzypka George’a Morrisona, w którym grał tez Andy Kirk, saksofonista i kolejny przyszły bandlider.
W 1927, będąc nauczycielem muzyki w Manassa High School w Memphis, założył uczniowską grupę The Chickasaw Syncopators. Tym samym został pierwszym w tym mieście dyrygentem licealnego zespołu muzycznego. Gdy w 1929 grupa opuściła Memphis i rozpoczęła zarobkowanie na trasach koncertowych, jej nazwa została zmieniona na The Jimmie Lunceford Orchestra. Pierwszych nagrań dokonała w 1930. Po okresie występów objazdowych przyjęła w 1933 ofertę gry w słynnym, nowojorskim Cotton Clubie. Miała występować w rewii „Cotton Club Parade”, m.in. akompaniując gwieździe przedstawienia, śpiewaczce Adelaide Hall. W krótkim czasie The Jimmie Lunceford Orchestra zaczęła zyskiwać na popularności. Zespół różnił się od innych, słynnych wówczas big-bandów tym, że przedkładał grę zespołową nad solowe popisy instrumentalne. O jego stylu decydowały przede wszystkim oryginalne aranżacje Sya Olivera, który w orkiestrze grał na trąbce i śpiewał. Styl ten cechował rytm dwubeatowy przeciwstawny do standardowego, czteroczęściowego metrum swingowego. Ponadto orkiestra reklamowała się hasłem: „Rytm to nasza specjalność” („Rhythm is Our Business”).
W latach 30. The Jimmie Lunceford Orchestra dorównywała renomą big-bandom Duke’a Ellingtona i Counta Basiego. Zaczęła nagrywać dla wytwórni Decca, a następnie w 1938 jej lider podpisał kontrakt z firmą Vocalion, filią Columbia Records. W 1937 orkiestra odbyła duże tournée w Europie. Kolejne, zakontraktowane na 1939 nie odbyło się ze względu na wybuch II wojny światowej. W 1940 Columbia zerwała z nim umowę nagraniową ze względu na spadek popytu na rynku. Ponadto z zespołu odszedł Sy Oliver, podejmując pracę aranżera w big-bandzie Tommy’ego Dorseya. Powrócił więc do Decca Records, a w 1941 pojawił się wraz z orkiestrą w filmie fabularnym Blues in the Night. Niestety źle opłacani muzycy, mimo swojego przywiązania do zespołu, zaczęli przechodzić do innych orkiestr, co doprowadziło do regresu big-bandu.
Podczas tournée po Zachodnim Wybrzeżu The Jimmie Lunceford Orchestra 12 lipca 1947 miała zagrać w sali The Bungalow w Seaside w stanie Oregon. Po przyjeździe jej szef skarżył się na złe samopoczucie, ból nogi, miał też podwyższone ciśnienie. Chcąc zjeść posiłek, udał się z muzykami do jednej z restauracji. Zostali obsłużeni dopiero po kłótni z właścicielem lokalu, którego personel nie podawał do stołu „Murzynom”. Po posiłku i krótkim odpoczynku bandlider jeszcze przed koncertem rozdawał autografy w sklepie płytowym. Nagle zasłabł i stracił przytomność. Po przewiezieniu do szpitala lekarz stwierdził zgon. Wg sekcji zwłok nastąpiła nagła śmierć sercowa. Kilku muzyków z orkiestry, która rozpoczęła występ bez szefa, dowiedziawszy się o jego śmierci, zaczęło się uskarżać na boleści. Otwarcie wyrażali podejrzenia, że właściciel restauracji podał im w potrawach truciznę.
Lunceford został pochowany na cmentarzu Elmwood w Memphis. Miał 45 lat. Po jego śmierci członkowie orkiestry – pianista i aranżer Ed Wilcox oraz saksofonista Joe Thomas – próbowali nadal ją prowadzić, ale w 1949 została definitywnie rozwiązana.

## Dyskografia
- 1992 Jimmie Lunceford – Stomp It Off (Decca/GRP)
- 1995 Jimmie Lunceford – Volume 2 1934 (Masters of Jazz)
- 1998 Jimmie Lunceford (GRP)
- 2001 Lunceford Special – Jimmie Lunceford 1939–1940 (Columbia)
- 2002
  - Jimmie Lunceford and His Orchestra – It's The Way That You Swing It – The Hits Of Jimmie Lunceford (Jasmine Music)
  - Jimmie Lunceford –The Quintessence – New York To Los Angeles 1934–1941 (Fremeaux & Assoc.)
- 2005 Jimmie Lunceford – Jukebox Hits 1935–1947 (Acrobat)
- 2006
  - Jimmie Lunceford (Time Life)
  - Jimmie Lunceford – Volume 3 1935–1936 (Masters Of Jazz)
- 2007
  - Jimmie Lunceford – Volume 5 1937–1939 (Masters Of Jazz)
  - Jimmie Lunceford and His Orchestra – 1936–1943 Live Broadcasts (Jazz Hour Company)
  - Jimmie Lunceford and His Orchestra – 1943–1945 Broadcasts (Soundcraft Records)
- 2008 Jimmie Lunceford – Rhythm Is Our Business (Past Perfect) – remastered
- 2024 Jimmie Lunceford (Vintage Music)

## Upamiętnienie
- W 1987 został wprowadzony do Panteonu Sław Big-bandów i Jazzu (The Big Band and Jazz Hall of Fame)[6].
- Poświęcona mu tablica pamiątkowa stoi w Fulton na szlaku bluesowym stanu Missisipi.